# بول هانسن (مصارع رياضي)
بول هانسن (بالدنماركية: Poul Hansen)‏ هو مصارع رياضي دنماركي، ولد في 20 أكتوبر 1891 في أودنسه في الدنمارك، وتوفي في 29 أكتوبر 1948 في آرهوس في الدنمارك.

## وصلات خارجية
- بول هانسن على موقع قاعدة بيانات المصارعة الدولية (الإنجليزية)
- بول هانسن على موقع اللجنة الأولمبية الدولية (الإنجليزية)
- بول هانسن على موقع أوليمبيديا (الإنجليزية)